# トリガー (銃)

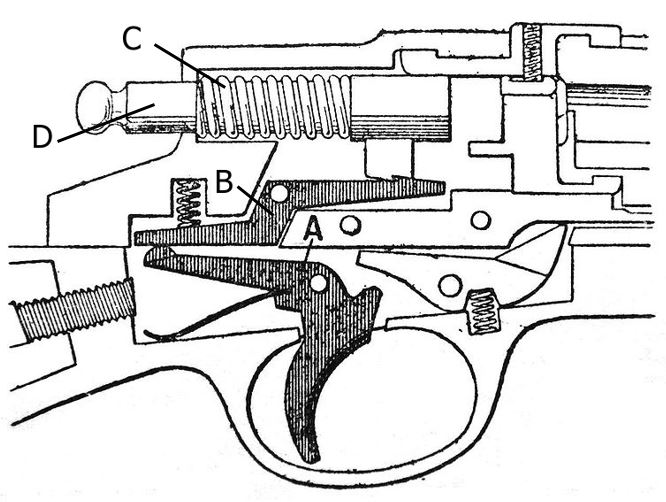
ボルトアクション ライフルのトリガー・メカニズム

トリガーは、火器の発射を始めるための仕組み（引き金）である。トリガーはほとんど例外なく、人差し指で引くレバーか、押すボタンである。ただし、中には親指や、その他の指で操作するものもある。ブローニングM2重機関銃やスプリングフィールド・アーモリー M6 スカウトは、その例である。

## 歴史
最初の引き金の機構は古代東洋の弩、西洋ではクロスボウに用いられた。火器は誕生当初、手持ちの火種を点火口に直接挿入するタッチホール式だったが、やがて火縄を保持した金具とレバー状の引き金が一体構造のサーペンタインロック式が現れ、14～15世紀ごろには機構の固定とばね駆動メカニズムを引き金で操作するマッチロック式へ発展した。

## 機能
火器は、薬室内の弾薬を発射する過程を始めるために、トリガーを使う。発射の過程は、打撃装置がばねの力と運動エネルギーを撃針に伝え、撃針が雷管を叩いて発火させることで完了する。
打撃を与える仕組みは、二つある。ハンマーとストライカーである。ハンマーは、ばねの力がかかった金属の塊で、解放されると軸を中心に回転し、撃針を叩いて弾薬を発射させる。
ストライカーは、基本的にはばねの力がかかった撃針で、弾薬と同じ軸線の上を動き、独立したハンマーは必要ない。
トリガーとハンマーの接触部分は、通常 sear surface と呼ばれる。いろいろな仕組みがあり、トリガーとハンマーが直接接しているものや、独立した逆鉤（Sear、シア）を介するもの、あるいはその他の部品を使うものもある。

## メカニズム
アクションにはいろいろな種類がある。アクションとは、どのようにメカニズムが構成され、そして、それがどのように使われるか（メカニズムは、トリガー、ハンマー、安全装置を、相互に連携した一つの機構と考える）という方法論（ロジック）である。
これは、引き金が銃に対してどのような機能を持つかを観点として分類できる。
ハンマーやストライカーの開放に加え、トリガーによっては、ハンマーやストライカーをコックしたり、リボルバーのシリンダーを回転させたり、自動安全装置を解除したり、例えばステアーAUG製品に見られるようにセミオートマチック射撃とフルオートマチック射撃を使い分けたり（プログレッシブ・トリガーを参照）、セット・トリガーを事前にセット（プリセット）したりするものもある。
現代のほとんどの火器のトリガーは、自動安全装置を解除するのに使われるが、これは、それをどのように識別するか変更するのではない。

### シングルアクション

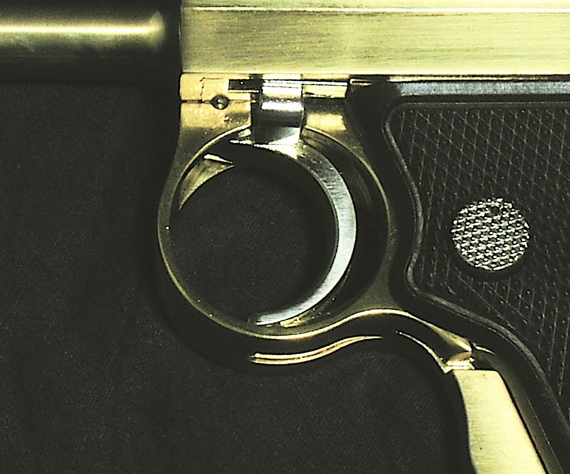
シングルアクションのトリガー（南部式小型拳銃）

シングルアクション(SA)トリガーは、トリガーを引くたびに、ハンマーまたはストライカーを開放して火器を発射するという、「一つの動作」だけを実行する。ほとんどの小銃と散弾銃は、このタイプのトリガーを持っている。
コルト・ドラグーンのようなシングルアクション・リボルバーは、銃を発射するたびに、手でハンマーを起こさなければならない。シングルアクションのセミオートマチック・ピストルは、最初の一発を発射するときはハンマーを起こさなければならないが、ほとんどの設計では、ハンマーを起こす操作は、装填する操作の一部になっている。たとえば、弾倉を挿入してスライドを操作し、最初の弾を薬室に装填すれば、ハンマーまたはストライカーもまた、射撃可能な位置にコックされる 。
いったん初弾を発射してしまえば、スライドが自動的に動いて、次の発射のためにハンマーを起こす。このようなピストルは、一度コックしてしまえば、弾倉が空になるまでは、一発撃つのに一回トリガーを引くだけで発射できる。M1911やブローニング・ハイパワーは、このようなピストルの例である。

### ダブルアクション

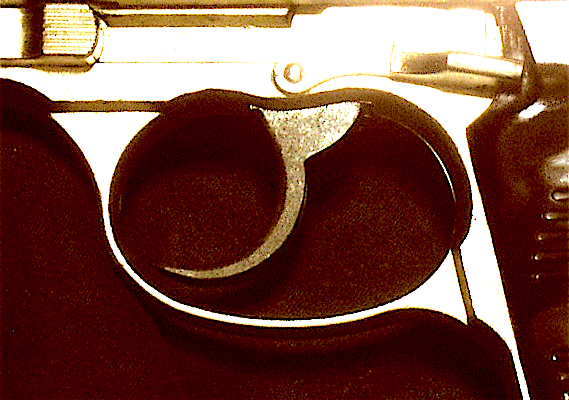
ダブルアクションのトリガー（ワルサーP38）

セミオートマチック・ピストルのダブルアクションは、ダブルアクション・リボルバーのそれとは少し異なる。ダブルアクション・リボルバーは、トリガーを引くだけで最初の弾を発射できるし、続きの弾も発射できる。最初に何もコックしなくてよい。ダブルアクションリボルバーは、トリガーを引くと、弾の入った薬室を定位置に移動させ、弾を発射する。
しかし、ダブルアクションセミオートマチック・ピストルは、トリガーを引くだけでは、最初の弾を発射できない。普通は、最初の弾は、弾の入った弾倉をグリップに挿入し、スライドを後ろに引いてから放して、薬室に装填する必要がある。
ダブルアクション/シングルアクション(DA/SA) と区別するためにダブルアクション・オンリー（DAO）と呼ばれることもあるダブルアクションは、ダブルアクション・リボルバーのトリガー・メカニズムに似ている。トリガーは、ハンマーやストライカーのコックと開放の両方をおこなう。
しかし、シングルアクションの機能はない。シグ・ザウエルのDAKトリガーが、よい例である。
ハンマー（ただしダブルアクション機能だけ）をもつセミオートマチック・ピストルは、弾を発射すると、そのたびに、ハンマーがコックされていない位置に戻る。
次の弾は、ダブルアクションで発射しなければならない。
タウルス24/7のようなストライカー形式のピストルは、すべての再装填サイクルが終わった後、ストライカーがレスト・ポジションにとどまる。DAOという用語は、セミオートマチック・ピストルに使われるのが普通だが、いくつかのリボルバーに対しても使われる。例えば、S&W センチニアル、二十六年式拳銃、エンフィールド No.2 Mk Iリボルバーなどで、これらには外部に露出するハンマー・スパーがない。
グロック、スプリングフィールドXD/XDm、KahrセミオートマチックピストルなどはDA(DAO)ではない。これらは、スライドを操作した後に、ストライカーが中間位置まで「コック」されるので、（不発などで）二回トリガーを引いても、再び作動させることはできない。

### ダブルアクション/シングルアクション
ダブルアクション/シングルアクション (DA/SA) 火器は、両方の機能を持っている。トラディショナル・ダブル・アクションと呼ばれることもあるが、これらの用語は、ほぼセミオートマチック拳銃にだけ使われる。
トリガー・メカニズムの機能は、ダブルアクション・リボルバーと同一である。しかし、銃を発射した後は、自動的にハンマーやストライカーがコックされる。
このメカニズムは、ハンマーが落ちた位置にあるときは、ハンマーを起こしてから解放する。しかし、次の弾からは、シングルアクションとして作動する。
マテバ オートリボルバーはDA/SAシステムをもつリボルバーである。ベレッタM92は、DA/SAセミオートマチック・ピストルの良い例である。多くのDA/SAピストル（ベレッタを含む）は、最初の弾を撃つ前にハンマーを起こしておくこともできる。こうすると、ダブルアクションの重いトリガーを引かなくてもよくなる。また、ダブルアクションに戻すために、デコッキングレバーが装備されることも多い。
このほかに、ダブルアクション・リボルバーのほとんどで使われているタイプのものもある。これは、トリガーを引くだけのダブルアクション・モード、また、発射前に手でハンマーを起こしておくシングルアクション・モードの、両方のモードで発射できる。これは、ダブルアクション・モードで発射しなければならないわけではない点で、ダブルアクション・オンリーとは異なる。この例としては、コルト・パイソンなどがある。

### リリース・トリガー
リリース・トリガーはトリガーを引くのではなく、はなすことでハンマーやストライカーを開放する。リリース・トリガーはトラップ射撃用の散弾銃でよく用いられている。

### セット・トリガー
セット・トリガーは、トリガー・プル（トリガーの反発力）を非常に軽くすることができる。これは、通常の非常に軽いトリガーに比べて、野外で安全度を変更できるという点で異なる。
シングル・セット・トリガー
シングル・セット・トリガーは、普通は通常の重さのトリガー・プルで発射するが、「セット」（通常はトリガーを前に押したり、トリガーの後ろの小さなレバーを前に押したりする）することもできる。こうすると、トリガーの遊びがなくなり、また、非常に軽いトリガー・プルになる。
ダブル・セット・トリガー
上記と同じしくみであるが、二つのトリガーを使う。一方のトリガーを「セット」に使い、他方のトリガーで発射する。
セット・トリガーは、軽いトリガー・プルが精度に寄与するので、カスタマイズされた武器や、競技用ライフルなどに多くみられる。
ダブル・セット・トリガーは、フェイズによってさらに分類できる。
ダブル・セット・シングル・フェイズ・トリガー
最初にセット用のトリガーを引き、次に発射用のトリガーを引く。
ダブル・セット・ダブル・フェイズ・トリガー
セット用のトリガーを引かなければ、通常のトリガーとして動作する。セット用のトリガーを先に引けば、セット・トリガーとして動作する。ダブル・セット・ダブル・フェイズ・トリガーは、通常のトリガーとセットトリガーの両方として使える汎用性がある。

### プリセット（ストライカーまたはハンマー）
プリセットストライカーまたはハンマーは、セミオートマチック拳銃だけに用いられる。弾薬を発射するか、または、薬室に装填すると、ハンマーまたはストライカーは途中までコックされた位置になる。
トリガーを引くと、完全にコックした後、ストライカーまたはハンマーを開放する。技術的には二つのアクションであるが、トリガーがストライカーまたはハンマーを最初から完全にコックすることができない、という点で、ダブルアクション・トリガーと異なる。
また、ハンマーまたはトリガーを単に開放しても、雷管を発火させることが出来ないという点で、シングルアクションとも異なる。
プリセット・ストライカーの例として、グロック、S&W M&P、Kharアームズ、スターム・ルガー SRピストルなどがある。
プリセット・ハンマーの例として、ケルテック P-32やルガーLCPなどがある。
プリセット・ハイブリッド
プリセット・ハイブリッド・トリガーはDA/SAトリガーに似ているが、逆である。最初にトリガーを引くときは、プリセットである。ストライカーまたはハンマーが、弾薬の発火に失敗した場合、トリガーをもう一度引くと、動作不良が解消されるか、弾が発射されるまで、ダブルアクションオンリー(DAO)と同様に作動する。
これによって、不発が起きた時に、弾薬の発火を試みることが出来る。タウルス PT 24/7 （第一世代の 24/7 は通常のプリセットなので注意）は、この機能を2006年に追加した。ワルサーP99 AS (Anti-Stress)も、また、プリセット・ハイブリッド・トリガーである。

### 優劣
どのトリガー・メカニズムも、それぞれの長所を持っている。歴史的には、最初の方式はシングルアクションである。
これはもっとも単純なメカニズムで、通常はもっとも短く、軽く、スムーズなトリガープルが得られる。
また、トリガープルは毎回一定しているので、精度を向上させるための特別な（トリガーの）調整技術は必要ない。
シングルアクション・リボルバーでは、射撃の前にハンマーをコックしなければならないが、それより安全性の高いものがある。セミオートマチック・ピストルでは、弾を薬室に装填する過程でハンマーがコックされ、発射の準備が整うので、外部セイフティがたびたび採用される。
ダブルアクション・トリガーは、ハンマーがコックされているか否かに関係なく、銃を発射することが出来る。この機能は、軍用、警察用、あるいは、自衛用のピストルに適している。ダブルアクション・トリガーの最大の弱点は、トリガーを引く距離が長く、また、ハンマーやストライカーのスプリングの力に対抗して、重いトリガーを引かなければならないことである。
ダブルアクション/シングルアクション・ピストル(DA/SA)は汎用性がある。この形式の火器は、通常は手動安全装置（マニュアル・セイフティー）を備えている。このマニュアル・セイフティーには、ハンマーをデコッキングする機能と兼用のものもあるが、そうでないものもある。デコッキング・レバーとマニュアル・セイフティーの両方を備えたものもある。短所は、これらのレバーはスライド・リリースやテイクダウン・レバーなどと似ていて、間違いやすいということである。これは、訓練によって克服できる。
ほかに、最初のダブルアクションのトリガー・プル（射手によってあらかじめ起こされていない場合）と、それに続くシングルアクションのトリガー・プルが（かなり）違う、という短所もある。
ダブルアクション・オンリー(DAO)火器は、SA/DA機能の問題を、毎回ダブルアクションで射撃することによって解消しようとした。トリガー・プルの重さに違いがないので、訓練や練習が単純化された。これに加えて、トリガー・プルが重いので、暴発(negligent discharge)が減った。これは、特に警察用のピストルとしての利点である。
このタイプの武器は、マニュアル・セイフティを装備していないことが多い。DAOは、警察組織用、または、小さな自衛用武器に多い。最大の短所は、毎回、長く重いトリガーを引かなければならないので、精確な射撃が難しいことである。
プリセット・トリガーは、最近の流行であるが、トリガープルの重さ、トリガーの引きの長さ、安全性、一定性などを考慮したうえで、最適化しようとしている。グロック社の、このトリガー（ガスティン・グロックが、ロス・ステアー M1907をもとに開発した）は一般に広まり、ほかの多くの製造者が、プリセット・ストライカーを持つ製品を販売している。
プリセット・トリガーの最大の弱点は、不発の後に再度トリガーを引いても、雷管をもう一度叩くことが出来ないことである。
これは、通常の使用では問題にならない。銃に装填するにはスライドを引く必要があり、そのとき、ストライカーもプリセットされる。
ほとんどの場合、二回打撃すれば、弾薬が発火するとする主張もあるが、作動不良を解消するには、通常は「Tap rack bang（弾倉を叩きこみ、スライドを引き、発射する）手順をおこなう。
いくつかの製造者は、この問題に対する回答として、プリセット・ハイブリッド・ストライカーを提唱した。
ほかの製造者は、撃鉄を用いるメカニズムと、ストライカーによく似たトリガープルをうまく融合したシステムを提唱した。例えばシグ・ザウエルのDAK（Double Action Kellerman. SIG SAUER P226 DAK バージョンを参照）や、
H&KのLEM（Law Enforcement Modification. H&K USP LEM トリガーをもつバリアントを参照）がその例である。

## 銃以外のトリガー

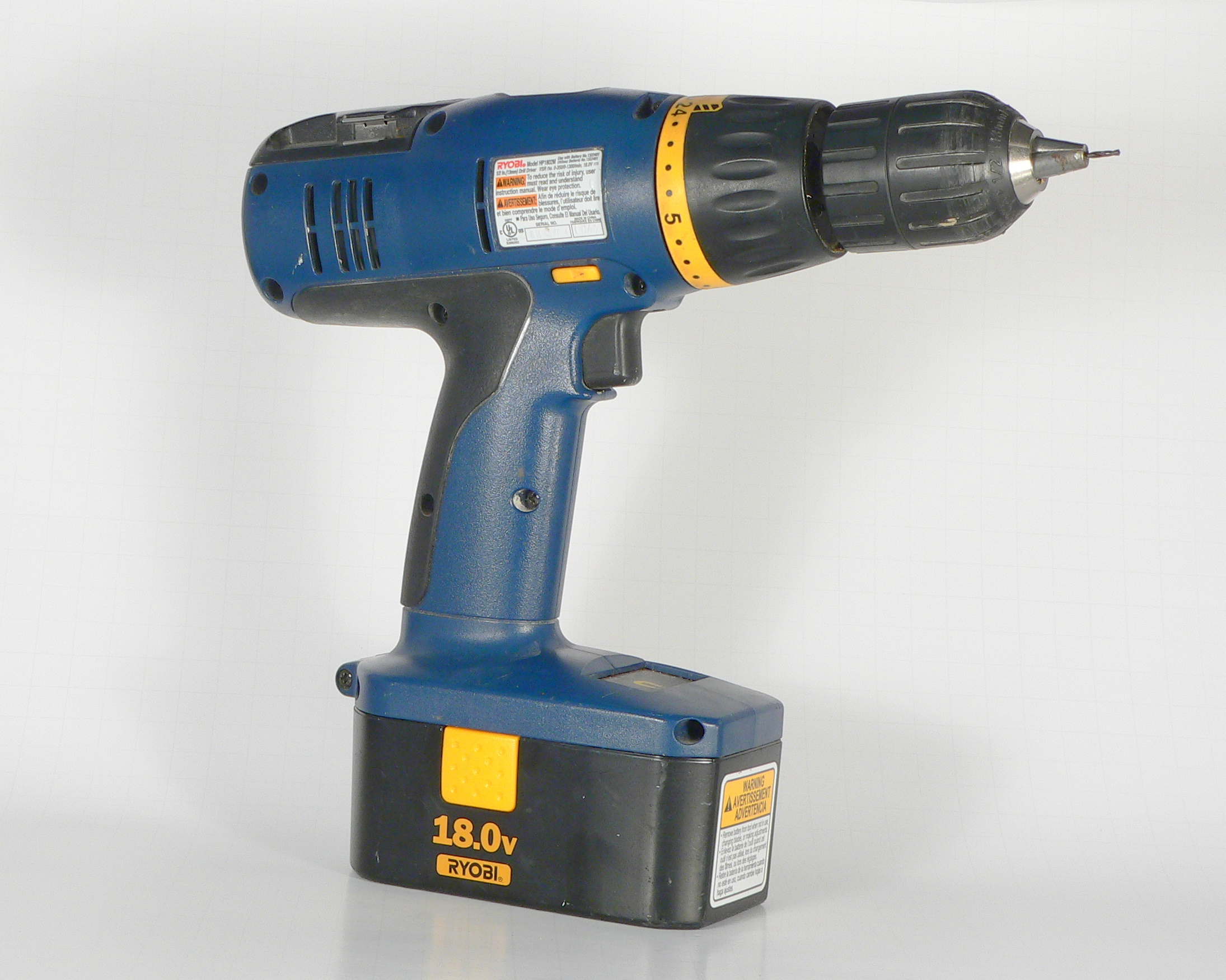
トリガースイッチを備えた充電式ハンドドリル

グリップとトリガーの組み合わせのデザインは、片手で扱えて狙いがつけやすい、先端に強い押しつけ力をかけられるといったメリットがあり、洗剤や殺虫剤などのスプレー、ハンドドリル等の工具類にも広く応用されている。